# 파트리크 그뢰츠키
파트리크 그뢰츠키(독일어: Patrick Groetzki, 1989년 7월 4일~)는 독일의 핸드볼 선수로 포지션은 라이트윙이다. 현재 독일 분데스리가의 라인네카어 뢰벤과 독일 핸드볼 국가대표팀의 일원으로 뛰고 있다. 독일 핸드볼 대표팀 선수로서 2106년 하계 올림픽에서 동메달을 획득했다.